# Svazek obcí Podbořansko
Svazek obcí Podbořansko je samostatná právnická osoba v okresu Louny, jeho sídlem je Vroutek a jeho cílem je zabezpečení úzké spolupráce mezi obcemi, společné aktivity, koordinace významných investičních akcí, zpracovaní společného rozvoje regionu, společná ochrana životního prostředí a rozvoj turistiky. Sdružuje celkem 11 obcí a byl založen v roce 2003.

## Obce sdružené v mikroregionu
- Podbořany
- Kryry
- Vroutek
- Lubenec
- Blšany
- Krásný Dvůr
- Petrohrad
- Blatno
- Nepomyšl
- Očihov
- Podbořanský Rohozec